# Patmos (město)
Patmos nebo Chora (řecky Πάτμος nebo Χώρα), je město na ostrově Patmos a je hlavním sídlem stejnojmenné obce. Nachází se ve středu jižní části ostrova jižně od největšího města ostrova a přístavu Skala. Je jedním z 4 sídel na ostrově, přičemž dvě jiná sídla mají více obyvatel (Skala a Kampos).

## Obyvatelstvo
Podle sčítání v roce 2011 mělo město 541 obyvatel.